# Adolf Szponar
Adolf Szponar (ur. 13 czerwca 1936 w Hodowicy, zm. 18 marca 2018) – polski geograf, specjalizujący się w fizjografii urbanistycznej, geografii fizycznej i paleogeografii czwartorzędu; nauczyciel akademicki związany z wrocławskimi uczelniami.

## Życiorys
Urodził się w 1936 roku w Hodowicy koło Lwowa. Po zakończeniu II wojny światowej znalazł się wraz ze swoją rodziną na Dolnym Śląsku, gdzie w 1955 roku ukończył III Liceum Ogólnokształcące we Wrocławiu. Następnie podjął studia geograficzne na Uniwersytecie Wrocławskim, które ukończył w 1960 roku magisterium. Bezpośrednio po ich ukończeniu został zatrudniony w Zakładzie Geomorfologii Instytucie Geografii na swojej macierzystej uczelni. Stopień naukowy doktora uzyskał w 1970 roku na podstawie pracy pt. Etapy deglacjacji w strefie podgórskiej Sudetów na podstawie przedpola Sudetów Środkowych. Stopień naukowy doktora habilitowanego w zakresie geografii otrzymał w 1986 roku na podstawie rozprawy nt. Chronostratygrafia i etapy deglacjacji strefy przedgórskiej Sudetów w okresie zlodowacenia środkowopolskiego. 
W trakcie swojej kariery naukowej odbył liczne staże i stypendia naukowe, w tym m.in. na uniwersytetach w: Pradze, Lipsku, Leningradzie, Moskwie oraz Wilnie. W 1995 roku otrzymał stanowisko profesora nadzwyczajnego, a w 2003 roku profesora zwyczajnego na Uniwersytecie Wrocławskim. W dniu 6 stycznia 2004 prezydent Polski Aleksander Kwaśniewski nadał mu tytuł profesora nauk o Ziemi. Na Uniwersytecie Wrocławskim w latach 1997-1999 pełnił funkcję zastępcy dyrektora Instytutu Geograficznego ds. organizacji badań naukowych i współpracy z zagranicą. Poza Uniwersytetem Wrocławskim wykładał jeszcze w Katedrze Turystyki i Rekreacji Wydziału Ekonomiczno-Menadżerskiego Wyższej Szkoły Handlowej we Wrocławiu. 
Jego głównym obiektem zainteresowań była geomorfologia i geografia fizyczna. Był członkiem Polskiego Towarzystwa Geograficznego, Polskiego Towarzystwa Geologicznego. Na początku XXI wieku prowadził badania paleograficzne w Dolinie Odry. W latach 2000–2001 był zaangażowany w projekt „Woda dla Wrocławia”.

## Publikacje
- Etapy deglacjacji w strefie przedgórskiej na przykładzie przedpola Sudetów Środkowych, Wrocław 1974.
- Metody badań geografii fizycznej, Wrocław 1981.
- Chronostratygrafia i etapy deglacjacji strefy przedgórskiej Sudetów w okresie zlodowacenia środkowopolskiego, Wrocław 1986.
- Wybrane problemy czwartorzędu południowo-zachodniej Polski, Wrocław 1998.
- Fizjografia urbanistyczna, Warszawa 2003.
- Geologia i paleogeografia Wrocławia, Wrocław 2008.